# Théorème de la moyenne géométrique

L'aire du carré gris et l'aire du rectangle gris sont égales, soit

Le théorème de la hauteur du triangle rectangle ou théorème de la moyenne géométrique est un résultat de géométrie élémentaire qui exprime une relation entre la hauteur sur l'hypoténuse d'un triangle rectangle et les deux segments qu'elle découpe sur l'hypoténuse. Il établit que la moyenne géométrique des longueurs des deux segments est égale à la hauteur.

## Théorème et applications

Construction de en fixant q à 1

Si h désigne la hauteur d'un triangle rectangle et p et q les longueurs des segments sur l'hypoténuse, le théorème s'écrit :
{\displaystyle h={\sqrt {pq}}}
ou, en termes d'aires :
{\displaystyle h^{2}=pq.}

Inégalité arithmético-géométrique

Cette deuxième version donne une méthode pour construire à la règle et au compas un carré de même aire qu'un rectangle donné. Pour un rectangle de côtés p et q, on note le sommet en haut à gauche D. On prolonge le segment de longueur q à sa gauche par un segment de longueur p (en utilisant un arc de cercle AE centré en D) et on trace un demi-cercle d'extrémités A et B de diamètre le nouveau segment de longueur p+q. On trace ensuite une droite perpendiculaire au diamètre en D qui va intersecter le demi-cercle en C. Par le théorème de Thalès, C et le diamètre forment un triangle rectangle de hauteur DC, donc DC est le côté d'un carré de même aire que le rectangle. La méthode permet aussi de donner une construction de racines carrées (voir nombre constructible), car en partant d'un rectangle de largeur 1, le carré construit aura un côté égal à la racine carrée de la longueur du rectangle de départ,.
Une autre application permet de prouver géométriquement l'inégalité arithmético-géométrique de deux nombres. Pour les nombres p et q, on construit un demi-cercle de diamètre p + q. Alors la hauteur représente la moyenne géométrique et le rayon la moyenne arithmétique des deux nombres. Puisque la hauteur est toujours inférieure ou égale au rayon, on en déduit l'inégalité. 

Le théorème de la moyenne géométrique comme cas spécial de la puissance d'un point par rapport à un cercle :

Le théorème peut aussi être vu comme un cas spécial de la puissance d'un point par rapport à un cercle, car la réciproque du théorème de Thalès assure que l'hypoténuse du triangle rectangle est le diamètre de son cercle circonscrit.
L'énoncé réciproque est également vrai. Tout triangle tel que sa hauteur est égale à la moyenne géométrique des deux segments qu'il crée sur la base, est rectangle.

## Histoire
Le théorème est couramment attribué à Euclide (ca. 360–280 EC), qui l'a établi comme un corollaire de la proposition 8 du livre VI de ses Éléments. Dans la proposition 14 du livre II, Euclide donne une méthode pour rendre carré un rectangle, qui correspond de près à la méthode décrite supra. Euclide donne toutefois une preuve différente, un peu plus compliquée, pour l'exactitude de la construction en n'utilisant pas le théorème de la moyenne géométrique,,.

## Preuves

### En utilisant les triangles semblables
Preuve directe
Les triangles ADC et BCD sont semblables, car :

Les triangles ABC, ADC et DBC sont semblables.

- en considérant les triangles ABC et ACD, on a {\displaystyle {\widehat {ACB}}={\widehat {ADC}}=90^{\circ }} et {\displaystyle {\widehat {BAC}}={\widehat {CAD}}}, donc ABC et ADC sont semblables ;
- en considérant les triangles ABC et BCD, on a donc {\displaystyle {\widehat {ACB}}={\widehat {BDC}}=90^{\circ }} et {\displaystyle {\widehat {ABC}}={\widehat {CBD}}}, et par le même résultat, ABC et BCD sont semblables ;

Ainsi, les deux triangles ACD et BCD sont tous deux semblables à ABC et donc entre eux.
Par la similitude, on a égalité des rapports, qui permettent de conclure:
{\displaystyle {\frac {h}{p}}={\frac {q}{h}}\,\Longleftrightarrow \,h^{2}=pq\,\Longleftrightarrow \,h={\sqrt {pq}}\qquad (h,p,q>0)}
Preuve de la réciproque
Pour la réciproque, on a un triangle ABC tel que {\displaystyle h^{2}=pq} et on doit conclure que l'angle en C est droit. De {\displaystyle h^{2}=pq}, on en déduit {\displaystyle {\tfrac {h}{p}}={\tfrac {q}{h}}}. En remarquant que {\displaystyle {\widehat {ADC}}={\widehat {CDB}}}, les triangles ACD et BCD ont un angle de même mesure et une paire de côtés de rapports égaux. Les triangles sont donc semblables, donc on déduit :
{\displaystyle {\widehat {ACB}}={\widehat {ACD}}+{\widehat {DCB}}={\widehat {ACD}}+(90^{\circ }-{\widehat {DBC}})={\widehat {ACD}}+(90^{\circ }-{\widehat {ACD}})=90^{\circ }}

### Par le théorème de Pythagore

Preuve avec le théorème de Pythagore

Dans la configuration étudiée, on a trois triangles droits : ABC, ADC et DBC, qui, par application du théorème de Pythagore, donnent les égalités :
{\displaystyle h^{2}=a^{2}-q^{2}\ ,\ h^{2}=b^{2}-p^{2}\ ,\ c^{2}=a^{2}+b^{2}.}
La somme des deux premières égalités permet d'avoir :
{\displaystyle 2h^{2}=a^{2}+b^{2}-p^{2}-q^{2}=c^{2}-p^{2}-q^{2}=(p+q)^{2}-p^{2}-q^{2}=2pq}.
dont on déduit naturellement l'égalité du théorème recherché

### Par dissection et réarrangement
La découpe du triangle rectangle le long de sa hauteur donne deux triangles semblables, qu'on peut retrouver, de deux manières différentes, dans un triangle rectangle plus grand d'apothèmes p+h et q+h. Le premier arrangement demande d'ajouter un carré d'aire h2 pour le compléter, l'autre un rectangle d'aire pq. Puisque les deux arrangements mènent au même triangle, les aires du carré et du rectangle sont égales.

### Par transvections
Le carré de la hauteur peut être transformé en un rectangle d'aire égale de côtés p et q par composition de trois transvections, ou cisaillements, qui préservent l'aire :

Transvections avec les lignes fixes associées (en pointillés), en partant du carré original pour l'envoyer vers des parallélogrammes de même aire.